# Atletisme als Jocs Olímpics d'estiu de 1904 - 200 metres tanques homes

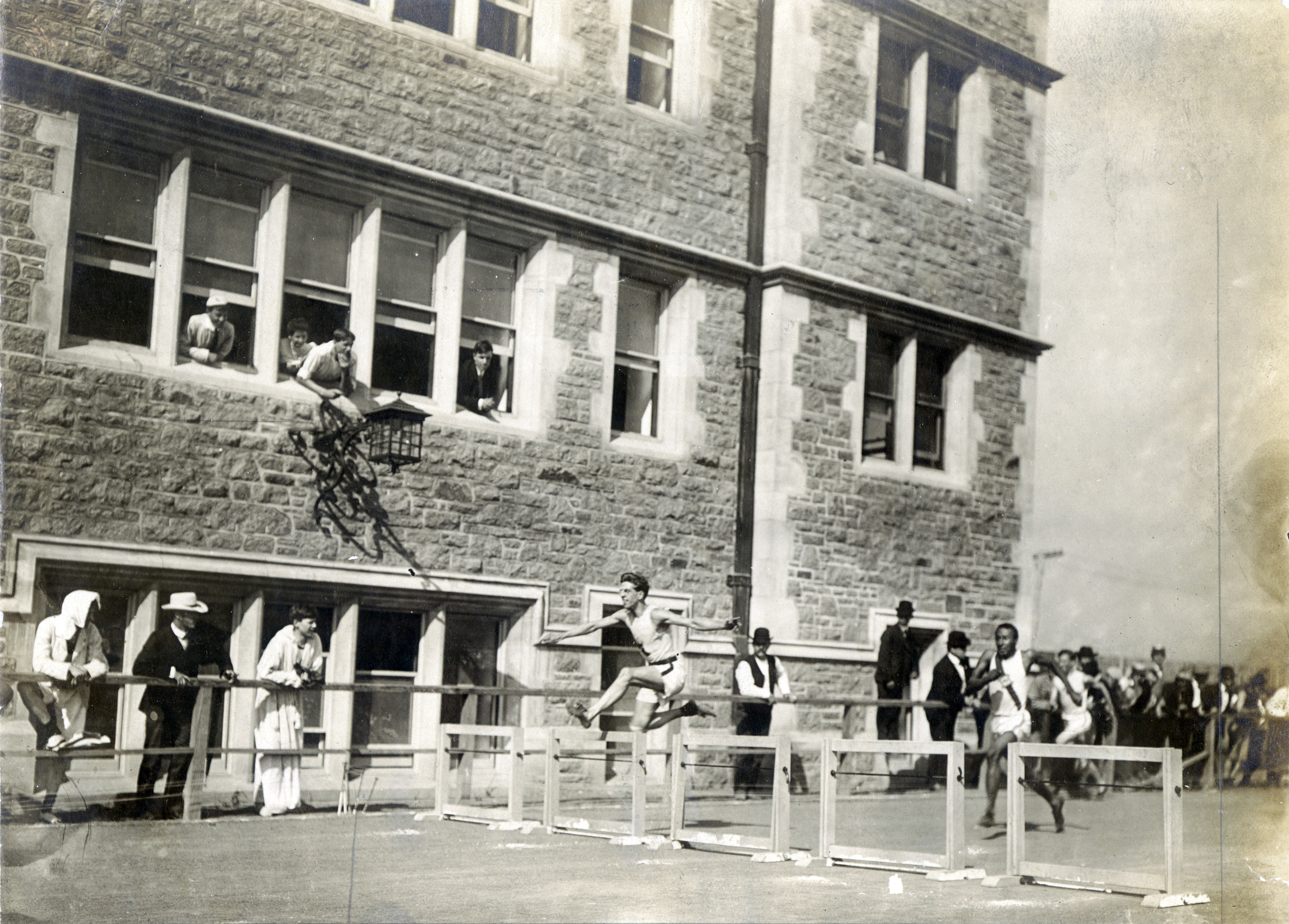
Fotografia de la cursa de 200m. tanques als Jocs Olímpics d'estiu de 1904.

La prova dels 200 metres tanques masculins va ser una de les proves disputades durant els Jocs Olímpics de Saint Louis de 1904. La prova es va disputar l'1 de setembre de 1904 i hi van prendre part 5 atletes, tots dels Estats Units. Aquesta fou la segona i darrere edició d'aquesta prova als Jocs Olímpics.

## Medallistes
| Or            | Plata           | Bronze       |
| Harry Hillman | Frank Castleman | George Poage |

## Rècords
Aquests eren els rècords del món i olímpic (en segons) que hi havia abans de la celebració dels Jocs Olímpics de 1904.
| Rècord del Món | cap   | cap              | cap         | cap                  |
| Rècord Olímpic | 25,4" | Alvin Kraenzlein | París (FRA) | 16 de juliol de 1900 |

Harry Hillman va establir un nou rècord olímpic, amb 24,6". En desaparèixer aquesta prova del programa olímpic el rècord continua vigent.

## Resultats

### Final
| Posició | Atleta           | Temps      |
| ------- | ---------------- | ---------- |
| Or      | Harry Hillman    | 24,6" OR   |
| Plata   | Frank Castleman  | 24,9"      |
| Bronze  | George Poage     | desconegut |
| 4       | George Varnell   | desconegut |
| 5       | Frederick Schule | desconegut |

OR: Rècord Olímpic